# Ardisia leuserensis
Ardisia leuserensis är en viveväxtart som beskrevs av C.M.Hu. Ardisia leuserensis ingår i släktet Ardisia och familjen viveväxter. Inga underarter finns listade i Catalogue of Life.